# Boarmioides desertaria
Boarmioides desertaria är en fjärilsart som beskrevs av Lucas 1932. Boarmioides desertaria ingår i släktet Boarmioides och familjen mätare. Inga underarter finns listade i Catalogue of Life.